# Фабио Казартели
Фабио Казартели (итал. Fabio Casartelli; 16. август 1970. — 18. јул 1995) је бивши италијански професионални бициклиста у периоду од 1993. до 1995. године. Казартели је био успешан као аматер, освојио је златну медаљу у друмској трци на Олимпијским играма 1992. Умро је током етапе 15 на Тур де Франсу, након пада на спусту са Кол де Портет д'Аспета.

## Аматерска каријера
Фабио Казартели је показао велики потенцијал као аматер. 1990. освојио је шесту етапу на трци Вуелта Костарика. 1991. освојио је трку Кападарко у Ферму, у Италији. Највише успеха остварио је 1992. освојио је Копа Чикоња трку, у Пијемонту и Трофеј Минарди. У августу, освојио је златну медаљу на Олимпијским играма у друмској вожњи, секунду испред Ерика Декера.

## Професионална каријера
Казартели је почео професионалну каријеру 1993. у италијанском тиму Аристеа. Прву победу остварио је на деветој етапи Сетимана чиклистика Ломбарда трци. На Туру Швајцарске је освојио друго место на две етапе, а затим је возио Ђиро д'Италију, завршио је на 107 месту у генералном пласману. 1994. завршио је на 15 месту на трци Ђиро ди Тоскана, након чега је возио Тур де Франс по први пут, морао је да га напусти током седме етапе.
1995. освојио је друго место на класику Рундфарт у Аустрији, шесто на класику Алмерије, треће место на другој етапи Вуелта а Мурсија трке и на седмој етапи Тура Швајцарске. Ушао је у састав тима Моторола за Тур де Франс 1995. са Ленсом Армсронгом, Френкијем Ендруом, Стивом Бауером, Андреом Пероном, Алваром Мехијом, Стивеном Свартом, Каспарсом Озерсом и Шоном Јејтсом. Тур се завршио трагично по Казартелија.

## Смрт
Дана 18. јула 1995. током етапе 15 Тур де Франса, Казартели и неколико других бициклиста пали су на спусту са Кол де Портет д'Аспета, у Пиринејима. Казартели је главом ударио у бетонске блокове који су били дуж коловоза, што је проузроковало тешкке повреде главе и губитак свести. Доктор је дошао за десет секунди Док су се возили хеликоптером у локалну болницу, Казартели је престао да дише и након неколико покушаја реанимације, проглашен је мртвим. Постављало се питање да ли би Казартели преживео да је носио кацигу. Жерар Порт, доктор на Туру, изјавио је да је заштита школска, с обзиром на то да је фатални ударац био на подручју Казартелијеве глеве који не би био прекривен кацигом. Мишел Дистелдор, француски доктор који је прегледао Казартелијево тело, у име иследника Тарбеса, где је возач летео хеликоптером након пада, рекао је за Сандеј тајмс да је тачка удара била на врху главе и да је Казартели носио кацигу, неке повреде би биле избегнуте.
Казартелијев тим Моторола, наставио је са вожњом на Туру, а линију циља на етапи 16 су прешли први. Етапне награде су уручене нормално, али је етапа временски неутралисана. Возачи су донирали сав новац освојен тог дана фонду који је основан за помоћ његовој породици.
Три дана након несреће, Казартелијев сувозач, Ленс Армстронг, посветио је своју етапну победу Казартелију, тако што је показао према небу током проласка преко линије циља.
Организатори Тур де Франса и тим Моторола, поставили су споменик на месту где је Казартели пао. Споменик је сунчани сат, постављен тако да сунчева сенка наглашава три датума: његов датум рођења и смрти и 2. август, дан кад је освојио златну медаљу на Олимпијским играма.
1997. класификација за најбољег младог возача на Тур де Франсу је преименована у Сувенир Фабио Казартели, у његову част.